# Arbeitsgericht Seesen
Das Arbeitsgericht Seesen war ein braunschweigisches Arbeitsgericht mit Sitz in Seesen.

## Geschichte
Gemäß Arbeitsgerichtsgesetz vom 23. Dezember 1926 wurden in Deutschland Arbeitsgerichte gebildet. Diese waren nur in der ersten Instanz organisatorisch selbstständige Gerichte, die Landesarbeitsgerichte waren den Landgerichten zugeordnet. Am Landgericht Braunschweig entstand so 1927 das Landesarbeitsgericht Braunschweig als einziges Landesarbeitsgericht im Freistaat Braunschweig. In Seesen entstand das Arbeitsgericht Seesen als eines von acht Arbeitsgerichten des Landesarbeitsgerichts. Sein Sprengel umfasste den Gerichtsbezirk der Amtsgerichte Seesen, Gandersheim, Greene, Lutter und Walkenried ohne den Gemeindebezirk Braunlage. Es bestand eine Kammer für Arbeiter und eine Kammer für das Handwerk.
Nach der Besetzung Deutschlands durch die Alliierten wurden 1945 zunächst alle Gerichte geschlossen. Die ordentlichen Gerichte wurden schon bald wieder eröffnet, während die Arbeitsgerichte zunächst nicht wieder eingerichtet wurden, so dass arbeitsgerichtliche Streitigkeiten von den ordentlichen Gerichten erledigt werden mussten. Gemäß Kontrollratsgesetz 21 sollten in Deutschland Arbeitsgerichte aufgebaut werden. Anstelle der früheren Landesarbeitsgerichte wurde am 5. November 1946 das Landesarbeitsgericht Niedersachsen als einziges Landesarbeitsgericht Niedersachsen für das ganze Land Niedersachsen gebildet. In Seesen wurde kein Arbeitsgericht mehr gebildet.